# Chapelle Sainte-Agathe de Hubinne
 (novembre 2021).
Si vous disposez d'ouvrages ou d'articles de référence ou si vous connaissez des sites web de qualité traitant du thème abordé ici, merci de compléter l'article en donnant les références utiles à sa vérifiabilité et en les liant à la section « Notes et références ».
La chapelle Sainte-Agathe est un édifice religieux catholique classé sis à Hubinne (Hamois) dans la province de Namur en Belgique.  D’origine romane, la chapelle est agrandie d’un chœur gothique au XIVe siècle et reconstruite en 1630.  Et encore remaniée au XVIIIe siècle. La chapelle est classée au patrimoine wallon depuis 1936.  

## Histoire
Sur un promontoire rocheux au confluent du Bocq et du Mauge fut construite une tour fortifiée qui devint chapelle castrale du château de Hubinne. Un  ‘seigneur’ de Hubinne est connu au XIe siècle : Hugo de Hubinne.  Les vestiges les plus anciens de la chapelle datent de cette époque.
Détruite en 1328 lors d’un conflit avec les Dinantais, elle fut reconstruite en style gothique. En état de délabrement en 1630 elle fut à nouveau reconstruite.
Le château disparut avant le XVIIIe siècle et la chapelle, construite en style roman au XIIIe siècle, devint ‘église’ paroissiale de Hubinne. D’autres bâtiments des alentours sont en fait des anciennes dépendances du château, reconstruites et aménagées au cours des siècles.   
La paroisse de Hubinne fut supprimée en 1808, lors de la restructuration qui suivit le concordat de 1801, et Hubinne fut rattaché à la paroisse d’Hamois, village voisin et contigu qui s’était développé plus rapidement.  Classée au patrimoine immobilier de la région wallonne depuis 1936 la chapelle est restée lieu de culte catholique sans être église paroissiale.  

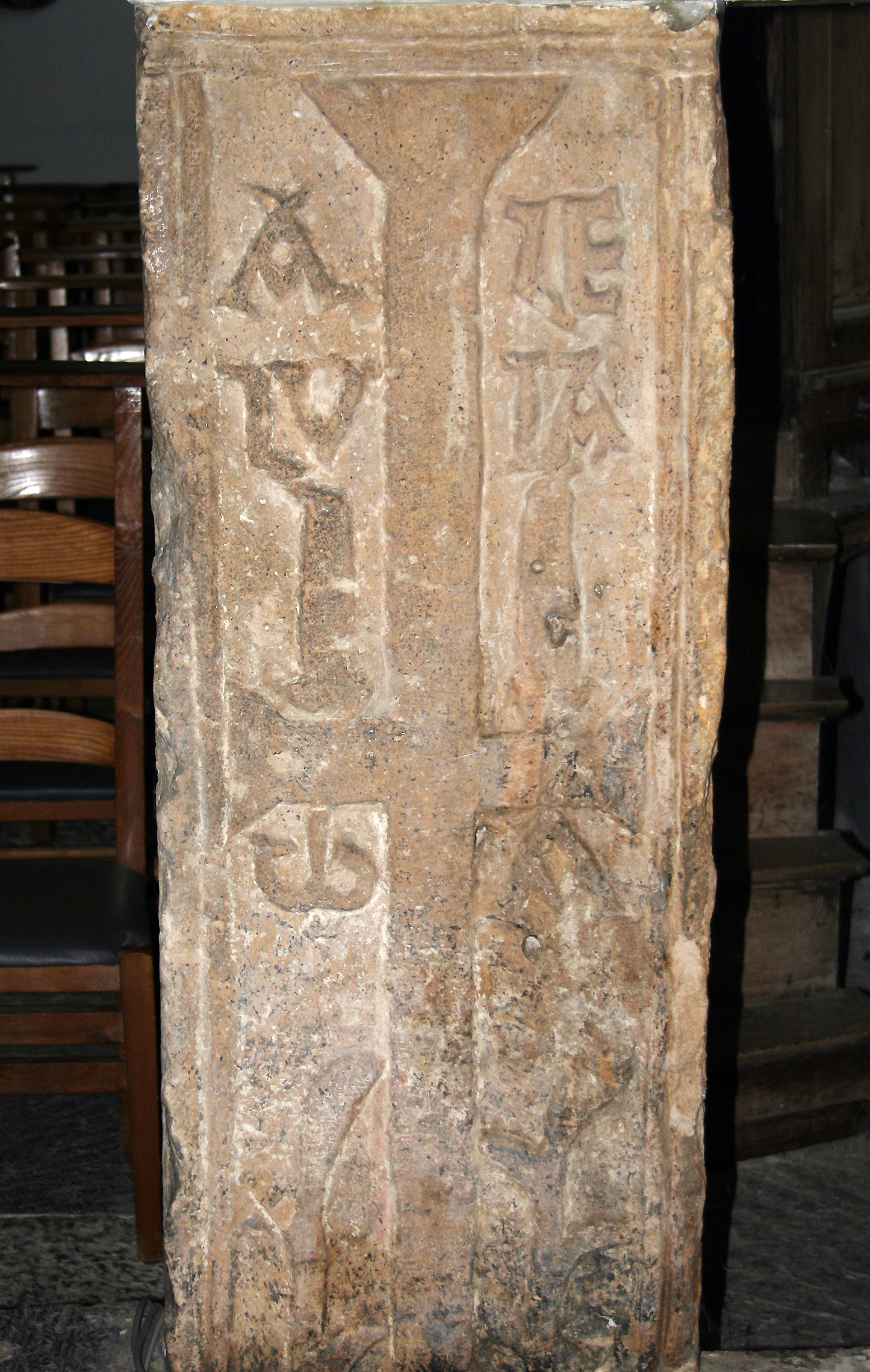
Pilier mérovingien dans la chapelle, avec inscription 'Aleluia'

## Description
Circonscrite par une rue circulaire - la ‘rue Sainte-Agathe’ et construite sur un léger promontoire rocheux, la chapelle domine l’ancien hameau de Hubinne. A l’intérieur on peut y voir les plus vieux piliers mérovingiens de Belgique; ils datent du VIIIe siècle. 
- La porte de la sacristie (porte des Évangélistes), marquant l’emplacement de l’ancienne chapelle castrale date du XIIIe siècle.
- Des reliques de sainte Agathe étaient conservées dans un coffre-reliquaire et une croix en argent. Il fut un temps où la chapelle était centre de pèlerinage à Notre-Dame et sainte Agathe. Ces précieux objets religieux ont disparu lors des troubles de la Révolution française.
- Un reliquaire contenant des reliques de saint Hadelin (XVIe siècle).

## Articles annexes
- Liste du patrimoine immobilier classé de Hamois
- Ferme du Bâtiment (Natoye)